# Интерактивная визуализация данных

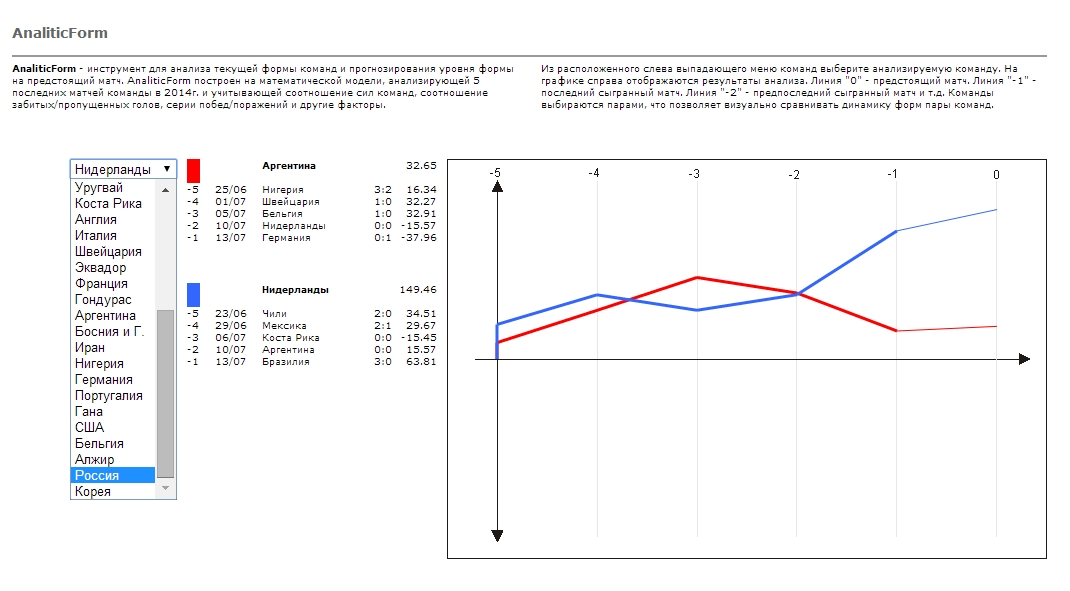
Выбор из предлагаемых значений. Аналитика формы команд на ЧМ по футболу 2014.

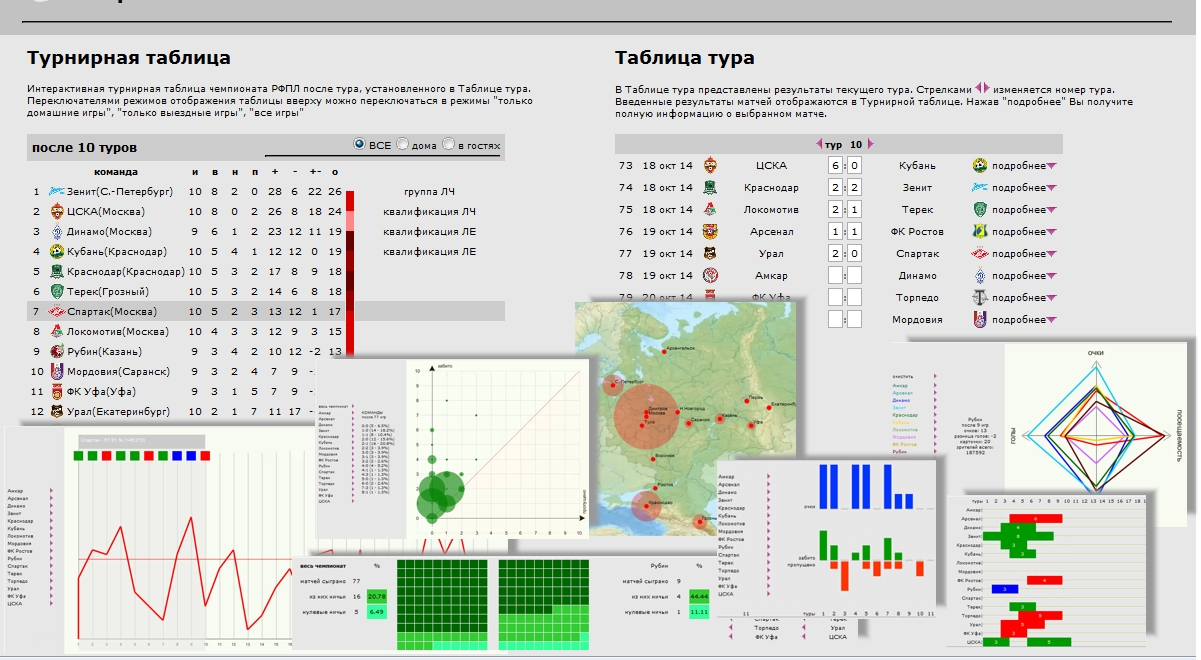
Собственные данные пользователя. Анализ и прогнозирование результатов матчей для футбольного турнира.

Интерактивная визуализация данных — форма визуализации данных, при которой обеспечивается взаимодействие пользователя с системой отображения и возможность наблюдения за ответной реакцией системы.
Используется для визуального анализа изменений соотношений, взаимосвязей, тенденций и закономерностей в исследуемом наборе однородных параметров предметов или явлений посредством ввода пользователем данных.
Вводимые пользователем данные могу быть выбором из предлагаемых значений (без изменения базы данных) и собственными данными пользователя (с внесением изменений в базу данных). Ввод собственных данных позволяет пользователю анализировать свои варианты, делать собственные прогнозы и практически симулировать интересующий его процесс. Инфографические изменения происходят в соответствии с программно реализованными алгоритмами.
Подход примененяется в научных и статистических исследованиях (прогнозировании, интеллектуальном анализе данных), игровых и обучающих процессах (а также тестировании) в рамках педагогического дизайна. С появлением динамических способов отображения веб-страниц интерактивная визуализация данных получила большое развитие в веб-разработке, где она часто применяется на новостных, обзорных и аналитических сайтах, а также в системах бизнес-аналитики; эту технологию часто называют интерактивной инфографикой.
Первые разработки статистических систем с элементами интерактивной графики, позволяющей напрямую изменять данные, были сделаны в конце 1960-х годов. Первая полноценная система интерактивной визуализации, названная PRIM-9, была разработана в 1974 году.